# Minuartia recurva
Minuartia recurva é uma espécie de planta com flor pertencente à família Caryophyllaceae. 
A autoridade científica da espécie é (All.) Schinz & Thell., tendo sido publicada em Bulletin de l'Herbier Boissier, sér. 2, 7: 404. 1907.

## Portugal
Trata-se de uma espécie presente no território português, nomeadamente em Portugal Continental.
Em termos de naturalidade é nativa da região atrás indicada.

## Protecção
Não se encontra protegida por legislação portuguesa ou da Comunidade Europeia.